# Bojoura

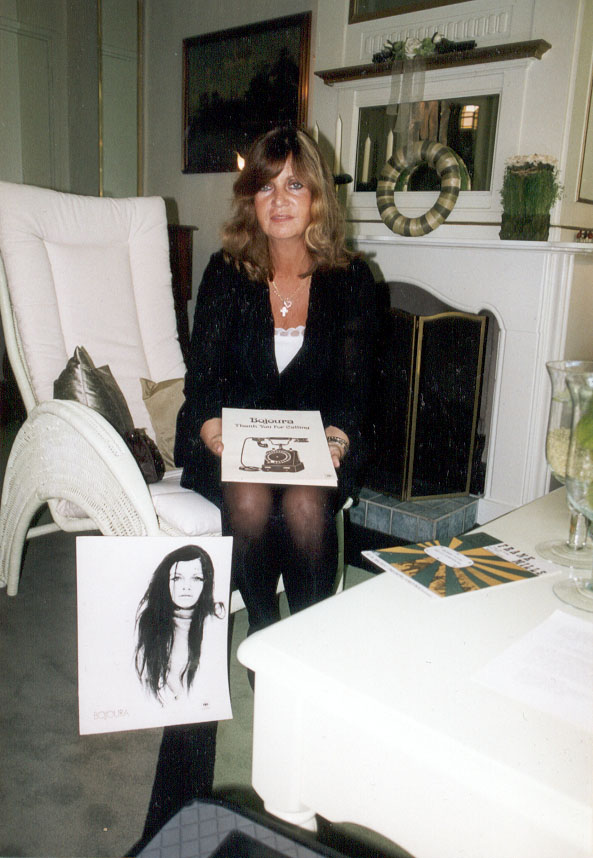
Bojoura

Bojoura (eigentlich Raina Cleuver van Melzen; * 15. April 1947 in Den Haag) ist eine niederländische Pop- und Folksängerin, die ihre größten Erfolge in den späten 1960er-Jahren und in den 1970er-Jahren verbuchen konnte.

## Karriere
Bojoura (bulgarisch für „die Pfingstrose“ – bulg. Божур) ist die Tochter der bulgarischstämmigen Opernsängerin und Musikpädagogin Dany Zonewa. Sie wurde 1967 von George Kooymans von der Rockgruppe Golden Earring entdeckt. Im selben Jahr erreichte sie mit der von Kooymans geschriebenen Ballade Everybody’s Day Platz 18 der niederländischen Hitparade. 1967 und 1968 war sie Moderatorin der Sendung View des Fernsehsenders AVRO-TV, wo sie Prominente wie Truman Capote oder The Supremes interviewte. 1968 vertrat sie die Niederlande beim Festival Orphée d'Or im bulgarischen Burgas. 1969 coverte sie den von Donovan geschriebenen Song If It's Tuesday, This Must Be Belgium aus der US-amerikanischen Filmkomödie So reisen und so lieben wir, der 1973 als Inspiration für das Lied Chura Liya Hai Tumne Jo Dil Ko aus dem Bollywoodfilm Yaadon Ki Baraat diente. Mit ihrer Version des Songs Frank Mills aus dem Musical Hair kam sie im Februar 1969 auf Platz 8 der niederländischen Charts. Ihren letzten Top-20-Erfolg hatte sie 1974 mit dem Box-Tops-Song The Letter. Ihre Single „What Is Love“ erreichte in Israel Platz 1 in den Charts.
Bojoura ist mit Hans Cleuver, dem Schlagzeuger der holländischen Progressive-Rock-Gruppe Focus, verheiratet.

## Diskografie

### Alben
- 1969: Nightflight Nightsight
- 1970: The Beauty of Bojoura
- 1972: The Best of Bojoura
- 1973: Jesus Christ Superstar/Godspell Bojoura, Greatest Hits
- 2001: Everybody’s Day

### Singles (Auswahl)
- 1967: Everybody’s Day #18 NL
- 1967: Dream Man #34 NL
- 1969: Frank Mills #8 NL
- 1969: If It’s Tuesday This Must Be Belgium #35 NL
- 1973: What is Love #1 ISR
- 1974: The Letter #16 NL